# Pressattaché
Pressattaché är en tjänsteman vid beskickning med uppgift att tillvarata sitt lands intressen i det främmande landets massmedia och att handha en del av informationsverksamheten. Svensk pressattaché med byråchefs ställning tituleras pressråd.
En bra pressattaché måste förstå hur media fungerar och vad dessa är intresserade av. Viktig är också förmågan att snabbt respondera på det som media efterfrågar. Grundläggande är kravet på känsla för vilken information som kan presenteras från fall till fall.
Första gången svensk pressattaché kom till egentlig användning var under konflikten med Norge 1905. Pressattachéns ställning är sedan 1921 reglerad genom bestämmelser enligt vilka denne är representant för Utrikesdepartementets pressbyrå och är direkt underställd beskickningschefen.